# John Carew
John Alieu Carew (Lørenskog, Akershus, 5 de septiembre de 1979) es un exfutbolista noruego que jugaba en la posición de delantero.

## Trayectoria
En sus inicios ganó la Copa Noruega de Fútbol con el equipo Vålerenga IF en 1997, y la Tippeligaen con el Rosenborg en 1999. Posteriormente, ganó dos Ligas españolas con el Valencia CF y dos Ligue 1 con el Olympique de Lyon. Terminó su carrera en el fútbol inglés, colgando las botas en el West Ham.

## Selección nacional
Ha sido internacional con la Selección Noruega, ha jugado 91 partidos internacionales y ha anotado 24 goles.

## Vida personal
John Carew nació en Lørenskog, Noruega, de padre gambiano y madre noruega.
Se destaca por ser un cristiano practicante y a menudo hace donaciones a la caridad.
Su hermana, Elisabeth Carew, es cantante de R & B, y lanzó su álbum debut, Destructive, en 2008, además de competir en Melodi Grand Prix 2014 con su canción "Sole Survivor".
En 2014 comenzó su carrera como actor. Su primer papel tuvo lugar en la película Dead of Winter. Entre 2018 y 2019, formó parte del reparto en la serie de televisión Home Ground, donde interpretó a un delantero de la liga noruega a punto de retirarse y que sufre un conflicto con la nueva entrenadora del equipo.

## Clubes
| Club              | País       | Temporada | Partidos | Goles |
| ----------------- | ---------- | --------- | -------- | ----- |
| Vålerenga IF      | Noruega    | 1997-1999 | 43       | 19    |
| Rosenborg         | Noruega    | 1999-2000 | 17       | 18    |
| Valencia          | España     | 2000-2004 | 84       | 20    |
| AS Roma           | Italia     | 2003-2004 | 20       | 6     |
| Beşiktaş          | Turquía    | 2004-2005 | 24       | 13    |
| Olympique de Lyon | Francia    | 2005-2007 | 35       | 10    |
| Aston Villa       | Inglaterra | 2007-2011 | 113      | 37    |
| Stoke City        | Inglaterra | 2010-2011 | 10       | 1     |
| West Ham United   | Inglaterra | 2011-2012 | 19       | 2     |

## Palmarés

### Torneos nacionales
| Título                     | Club           | País    | Año     |
| -------------------------- | -------------- | ------- | ------- |
| Copa de Noruega            | Vålerenga IF   | Noruega | 1997    |
| Premier League de Noruega  | Rosenborg BK   | Noruega | 1999    |
| Copa de Noruega            | Rosenborg BK   | Noruega | 1999    |
| Primera División de España | Valencia       | España  | 2001-02 |
| Primera División de España | Valencia       | España  | 2003-04 |
| Supercopa de Francia       | Olympique Lyon | Francia | 2005    |
| Ligue 1                    | Olympique Lyon | Francia | 2005-06 |
| Supercopa de Francia       | Olympique Lyon | Francia | 2006    |
| Ligue 1                    | Olympique Lyon | Francia | 2006-07 |
| Supercopa de Francia       | Olympique Lyon | Francia | 2007    |